# Segreto di stato (film 1950)
Segreto di stato (State Secret) è un film del 1950, diretto da Sidney Gilliat.